# Carmine, Texas
Carmine là một thành phố thuộc quận Fayette, tiểu bang Texas, Hoa Kỳ. Năm 2010, dân số của xã này là 250 người.

## Dân số
- Dân số năm 2000: 228 người.
- Dân số năm 2010: 250 người.